# Florencio Barrera Fuentes
Florencio Barrera Fuentes (Saltillo, Coahuila, 23 de agosto de 1920-Ciudad de México, 13 de septiembre de 1987) fue un escritor, periodista y político mexicano, miembro del Partido Revolucionario Institucional (PRI). Fue diputado federal y senador por el estado de Coahuila.

## Biografía
Realizó sus estudios de primaria en el Colegio Roberts de Saltillo y el primer año de la secundaria en el Ateneo Fuente, completando la secundaria y la preparatoria en la Escuela Nacional Preparatoria en la Ciudad de México. Fue licenciado en Derecho egresado de la Escuela Nacional de Jurisprudencia de la Universidad Nacional Autónoma de México (UNAM) en donde se tituló el 25 de marzo de 1950. Fue miembro del Partido de la Revolución Mexicana —antecesor del PRI— desde 1940.
Entre 1936 y 1944 laboró como tipógrafo en la Lotería Nacional para la Asistencia Pública, en 1944 Nazario S. Ortiz Garza, director general de la Nacional Distribuidora y Reguladora lo nombró su secretario particular, y lo siguió en el mismo cargo Ortiz Garza pasa a ser titular de la Secretaría de Agricultura y Ganadería en el gobierno del presidente Miguel Alemán Valdés en 1946. Permaneció como secretario particular hasta 1949 en que pasa a ser director general de Contaduría y Administración y en 1951 oficial mayor de la misma dependencia, hasta el fin del gobierno de Alemán en 1952.
Entre 1949 y 1952 fue diputado federal por el Distrito 1 de Coahuila, siendo su titular Evelio González Treviño, pero nunca fue llamado a ejercer el cargo. Fue delegado del PRI en numerosos procesos electorales estatales, entre ellos en México, Oaxaca, Nayarit, Morelos, Nuevo León, Guanajuato, Coahuila, Hidalgo, Durango, Colima y Chihuahua. En 1958 fue elegido diputado federal por el Distrito 1 de Coahuila en propiedad, a la XLIV Legislatura que concluyó en 1961. En ella fue presidente de la Cámara en octubre de 1960, e integrante de la Gran Comisión, presidente de la comisión 2a. de Asuntos Constitucionales; e integrante de las comisiones de Estudios Legislativos; y, de Biblioteca. Al terminar dicho cargo, de 1961 a 1964 fue asistente del director genera de la Comisión Federal de Electricidad (CFE) Manuel Moreno Torres.
En 1964 fue postulado y elegido senador por el estado de Coahuila en segunda fórmula, para las Legislaturas XLVI y XLVII de 1964 a 1970. En ellas fue presidente del Senado en 1967 y presidente de las comisiones de Estudios Legislativos; 2a. de Hacienda; y, de la Industria Eléctrica.